# Pontokaspische vlokreeft
De pontokaspische vlokreeft (Dikerogammarus villosus) is een vlokreeftensoort uit de familie van de Gammaridae. Het is met een lengte van 2 cm (vrouwtjes) tot 3 cm (mannetjes) een van de grootste vlokreeften in Nederland en staat om deze reden ook wel bekend als de 'reuzenvlokreeft'.
Deze soort is van oorsprong afkomstig uit het Zwarte Zeegebied en is net als vele andere kreeftachtigen via het Main-Donaukanaal naar Nederland en België gekomen. In 1997 werd het voor het eerst aangetroffen in het Belgische Albertkanaal. Sindsdien wordt de pontokaspische vlokreeft aangetroffen in zowel brakke als zoete wateren in Nederland en België waar het o.a. een plek heeft gevonden tussen de stortstenen van oevers en kribben.
Het blijkt hier een agressieve omnivoor te zijn die ook blijkt te prederen op andere macrofauna. In combinatie met een hoge reproductiesnelheid en groot aanpassingsvermogen is het in staat andere vlokreeftachtigen te verdringen. Opvallend verdringt het hierbij niet alleen  inheemse vlokreeften maar ook andere exoten als de Kaspische slijkgarnaal en de Tijgervlokreeft. De Engelse naam "killer shrimp" is dus niet onlogisch gekozen.

## Beschrijving
Bij deze soort zijn reeds met het blote oog duidelijk kegelvormige uitsteeksels aan de staartzijde van het achterlijf zichtbaar. Verder opvallend bij levende individuen: twee donkere lengtestrepen van voor naar achter (op 'schouderhoogte') en vaak zijn de antennen (sprieten) roodachtig. Dikerogammarus onderscheidt zich van andere genera verder door de zeer grote, ronde lob aan de basis de 7e looppoot; met Echinogammarus heeft het genus gemeen dat de binnentak van de 3e uropode zeer kort is.
Bij Dikerogammarus haemobaphes, zijn de rugkegels minder scherp. Bovendien heeft de binnenkant van de buitentak van de 3e uropode enkele krachtige doorns staan tussen de ruim aanwezige beharing; bij de pontokaspische vlokreeft staan hier geen stekels. Bron: